# Саурикх
Саурикх (англ. Saurikh) — город на севере Индии, в штате Уттар-Прадеш, в округе Каннаудж.

## География
Находится в 7 км к югу от Чхибрамау, в 48 км к западу от города Каннаудж, в 55 км к юго-востоку от Майнпури, в 61 км к северо-востоку от Этавах, на высоте 149 метров над уровнем моря.

## Демография
По данным официальной переписи 2001 года численность населения города составляла 10 888 человек, из них 5777 мужчин и 5111 женщин. Уровень грамотности населения города составляет 57 %, что ниже, чем средний по стране показатель 59,5 %. Уровень грамотности среди мужчин — 63 %, среди женщин — 51 %. Доля лиц в возрасте младше 6 лет — 18 %.

## Транспорт
Ближайшая железнодорожная станция находится в городе Гурсахаигандж. В 7 км к северу от города проходит национальное шоссе № 91.